# Protilema gigas
Protilema gigas là một loài bọ cánh cứng trong họ Cerambycidae.